# 감자탕
감자탕(Gamja-tang, pork back-bone stew)은 돼지 등뼈와 감자, 우거지, 갈은 들깨, 깻잎, 붉은 고추, 파, 마늘 등을 넣어 맵고 진하게 끓여 걸죽하고 얼큰한 맛이 나는 한국의 국물 요리이다. 건더기가 풍부하고 우거지가 들어가있어 끓일수록 구수한 맛이 나기도 한다. 뼈다귀감자탕, 뼈다귀해장국, 돼지등뼈우거지탕 이라고도 한다. 한국에서는 해장국, 식사메뉴, 야식, 술안주 등으로 인기가 있는 요리에 해당한다.
전라도 지방에서 많이 먹어 유래되었는데, 1890년대 후반, 경인선 철도공사 때 인천에 모여든 인부들 사이에서 인기있는 메뉴가 되면서 전국으로 전파되었고, 감자탕 전문점이 많이 생겼다. 영양가도 풍부하며 가격도 저렴한 편인데, 시각적으로 볼때 푸짐하여 넉넉한 인심이 엿보이고 식욕을 자극하는 것이 큰 장점이기도 하다. 
또한 푹 삶아 부드러워진 살코기를 돼지 등뼈에서 발라먹는 재미가 제법 괜찮은 편이다. 고기를 발라 먹고 나서 남은 국물에 밥을 볶아 먹는 맛도 별미다. 주재료인 돼지등뼈와 감자가 저렴한 것도 큰 장점이라 할 수 있는 음식이다.
2~3인분을 냄비에 담아내는 경우에는 감자탕이라 부르고, 1인분을 뚝배기에 담을 경우에는 뼈다귀해장국이라 부르는 것이 일반적이다. 본래는 서민들의 음식이었으나 1990년대 들어 감자탕 프렌차이즈가 등장하여 배달과 테이크 아웃 전문점들이 많이 성업 중이다.

## 감자탕유래

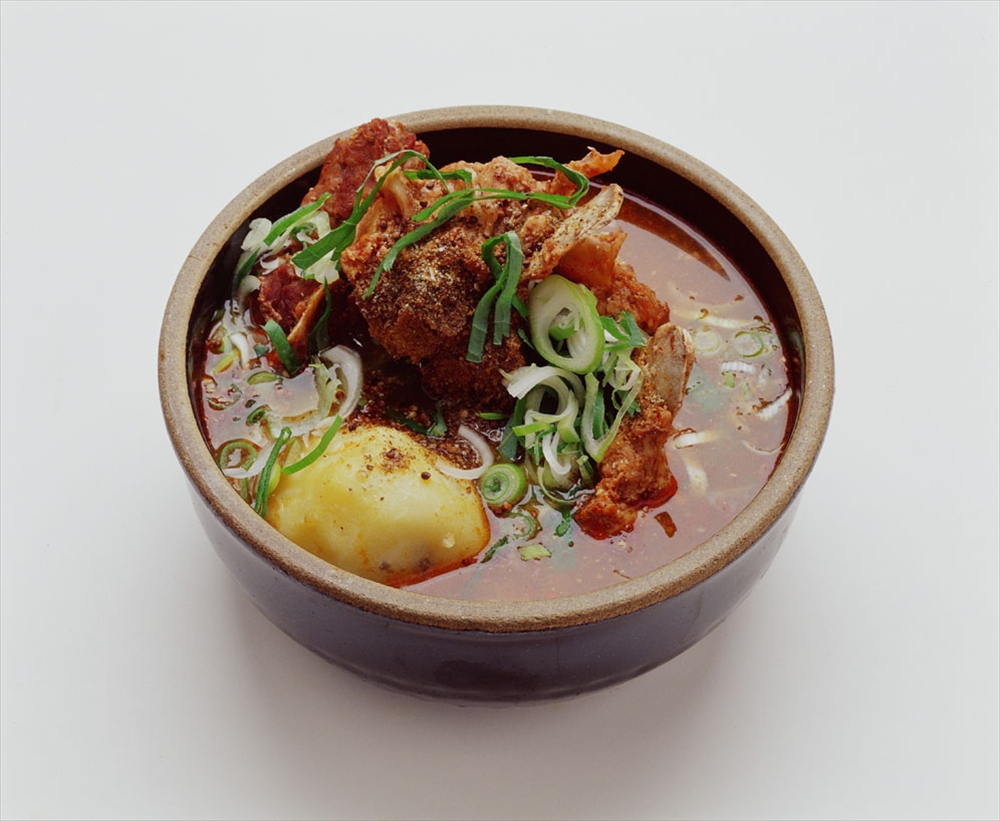
감자탕 (돼지등뼈우거지탕)

감자탕의 원조는 삼국시대부터 전라도 지방에서 먹었던 음식이라는 이야기가 전해진다. 우리 선조들은 소고기를 선호하여 돼지를 많이 사육하지 않았다. 돼지는 잡식성이라 사람과 먹이 경쟁을 하기에 사육하기가 버겁기도 했다. 그러나 평야가 많아 농작물 생산량이 많았고 주식인 쌀 농사의 부산물인 청치와 쌀겨(미강)가 많았던 전라도 지역에서는 돼지를 키울 수 있었다. 
동물성 단백질 섭취를 위해 개, 닭, 말, 소를 도축하는 것은 쉽지 않았다. 개는 사냥과 집지키기, 닭은 계란생산, 말은 운송과 군사적 쓸모가 있는 가축이었고, 소는 농경에 필요했기 때문이다. 그래서 그 대신에 돼지를 잡았는데, 돼지 등뼈에 붙어있는 살코기를 먹기위해서는 푹 삶아야 했다. 그러던중에 돼지 뼈를 우려낸 국물에 채소를 넉넉하게 넣은 음식을 만들어 뼈가 약한 사람이나 환자들에게 먹였다고 한다.
그러던 것이 조선후기에 근대화로 인천항이 개항되면서 전국의 사람들이 몰려와 다양한 음식문화를 갖추게 된 인천에서 감자탕이 서서히 뿌리를 내리기 시작하였다. 특히 서양인들이 인천을 통해 출입을 하게 되면서 인천지역에서 육류에 대한 수요가 증가하였고 이에 따른 부산물의 양도 증가하며 감자탕이 정착하게 되었다. 1890년대 후반 경인선 철도 공사가 한창이던 시절에는 인천에 동원된 인부들과 인천 부두 노동자들 사이에서 감자탕이 큰 인기를 끌었다. 더욱이 1916년 현 인천 동구청 자리에 대형 도축장이 들어서면서 식재료 공급이 좀 더 원활해지며 인천의 대표음식이 되는 기반이 되었다.
감자탕은 육체적 노동강도가 높은 인부들에게는 체력회복과 피로 해소에 도움이 되고, 열랑이 높고 포만감이 들면서 싸고 맛이 강한 감자탕이 술안주나 영양보충을 위해 아주 적합한 음식이였다. 재료 손질에 손이 덜 가서 한꺼번에 많은 양을 만들 수 있고 푸짐한 것도 장점이었다. 1900년 한강철교 공사 막바지에 이른 노량진 근처에서 한동길이라는 사람이 '함바집(はんば, 飯場)' 형태의 감자탕집을 운영하며 점차 널리 알려지기 시작했다. 돼지 등뼈에 단백질, 칼슘, 비타민 B1 등이 풍부하다는 사실이 알려지면서 지금은 남녀노소가 좋아하는 영양식으로 인기를 끌고 있다.

## 감자탕 어원

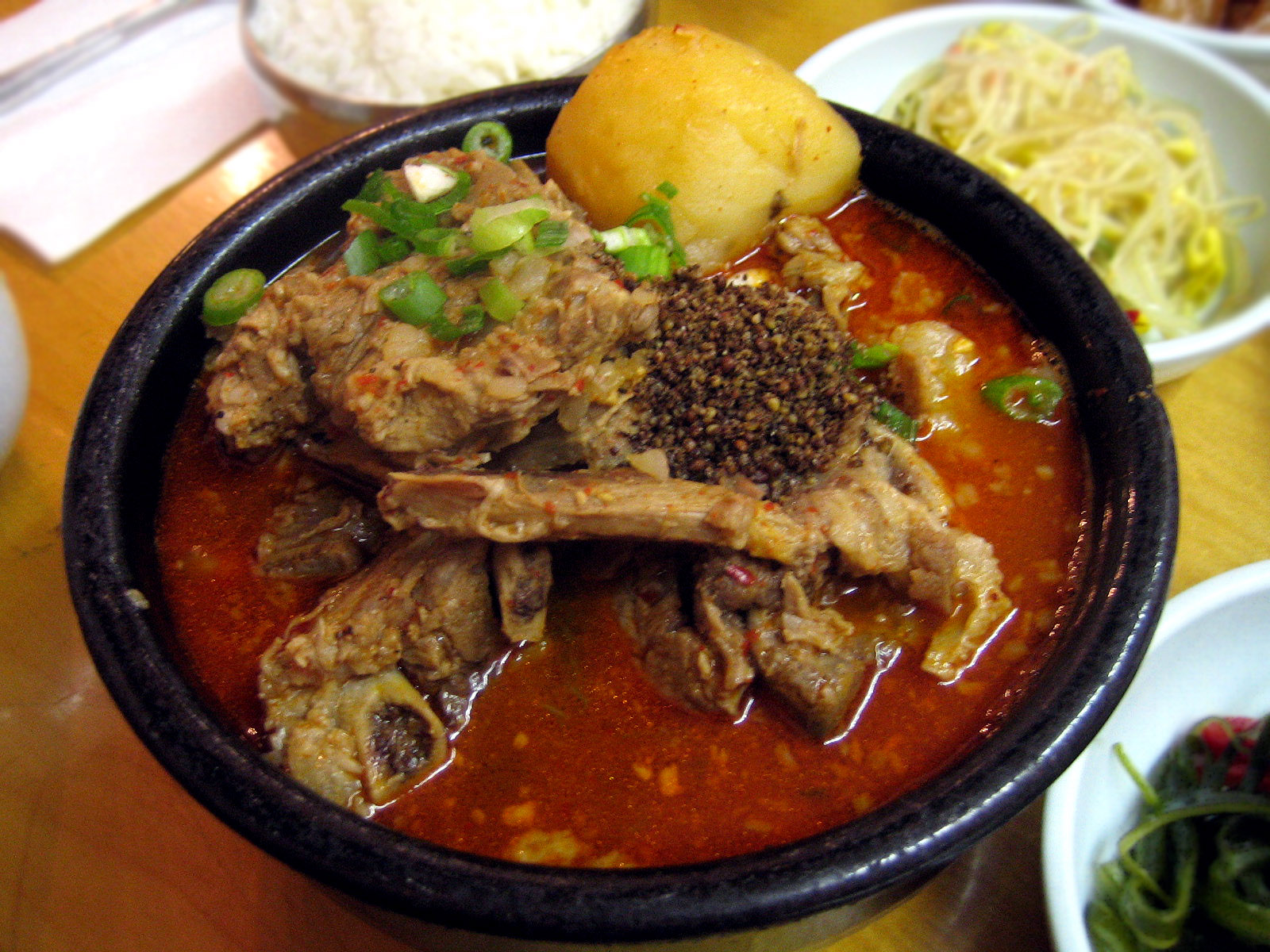
감자탕

음식명은 주요 음식재료와 요리법 또는 완성된 요리의 형태 등에 따라 붙여지는 것이 관례이다. 음식 이름만으로도 그 음식으로 기대되는 맛을 예상할 수 있게 하기 위한 것이다. 그러나 '감자탕'은 예외적인 경우에 해당하며 어원은 정확치 않다. 다만 여러 설이 존재하고 있을 뿐이다.
- 감자를 넣었기 때문에 감자탕이라는 설이다. 본래는 돼지 등뼈에 우거지 등을 넣고 끓여먹는 '뼈다귀탕'이었는데, 일제가 쌀을 수탈, 공출해가면서 대체 식량작물로 감자를 적극 보급하다보니[20][21][22] 흔해진 감자가 들어가 감자탕이 되었다는 것이다. 그러나 이는 주재료가 돼지등뼈이며 일부지역에서는 감자가 들어가지 않는 경우도 있으므로 설득력이 떨어진다. 감자가 들어간 것이 중요하다면 '돼지등뼈감자 우거지탕'이 되어야 한다.[23]
- '감자탕'이란 이름은 돼지 등뼈에 든 척수를 '감자'라 한다는 데서 유래했다는 설이 있다.[1][3]
- 감자탕의 주 재료는 원래 감자였고 국물을 내기위해 사용한 것이 돼지 등뼈였다. 그런데, 1968년부터 시작된 양돈업 육성정책으로[24] 1970년대에 돼지고기의 부산물이 크게 늘어나면서 등뼈까지 감자탕에 합세하여 지금의 감자탕이 되었다는 설이다. 만일 감자가 들어갔기 때문에 감자탕이라 불리었다면 감자탕이란 이름이 붙여진 시기는 19세기 경이었을 것이다. 감자가 한반도에 전래된 시기가 19세기 초이기 때문이다.[25][26]
- 돼지 등뼈 중에 '감자뼈'라 불리는 부분이 있는데 이를 넣었기 때문에 감자탕이 되었다는 설이다.[27][2] 감자의 어원이 감저(甘藷)인 것처럼  '감저(甘猪)뼈'가 변형되어 '감자뼈'가 되었다는 주장이다.[28] 그러나 '감자뼈'라는 이름의 돼지뼈는 없다.[29] 시중 정육점에서 돼지 등뼈 부위를 '감자 뼈'라 표기하는 경우도 간혹 있지만, 이는 '감자탕 전용 등뼈'임을 알리기 위한 것일 뿐이다.[28] 즉, 식재료의 명칭이 아니라 그 용도를 설명하기 위해 일부 정육점에서 사용하고 있는 것뿐이다. 더욱이 '감자뼈'란 말은 표준국어대사전에 등록되어 있지 않다.
- 본래는 '뼈다귀탕'이었는데 감자가 들어가면서 '뼈다귀감자탕'이라는 말이 '감자탕'으로 줄어들었다는 설이다.[30]

이 밖에도 청나라때 먹었던 양(羊)의 등뼈 요리인 '갈자탕'(蝎子湯)이 한반도로 전해졌는데, 같은 식재료를 구할 수 없어 돼지등뼈로 대체되었고, 갈자탕이라는 발음이 오랜 세월 변형되어 감자탕이 되었다는 설 등 많은 감자탕 어원설이 존재한다. 이에 대해 지난 2017년 4월 'tvN 수요미식회'에 출연한 음식 컬럼리스트 황교익은 명확치 않은 어원설을 임의로 정리하지 말고, 둘러앉아 감자탕을 함께 먹는 이들이 각자 알고 있는 어원설을 이야기 하는 것이 좀 더 맛있게 감자탕을 먹을 수 있는 좋은 방법이라는 의견을 말한 적이 있다. 음식에 얽힌 스토리가 풍부할수록 그 음식 맛도 풍부할 수 있다는 설명이다.

## 요리법

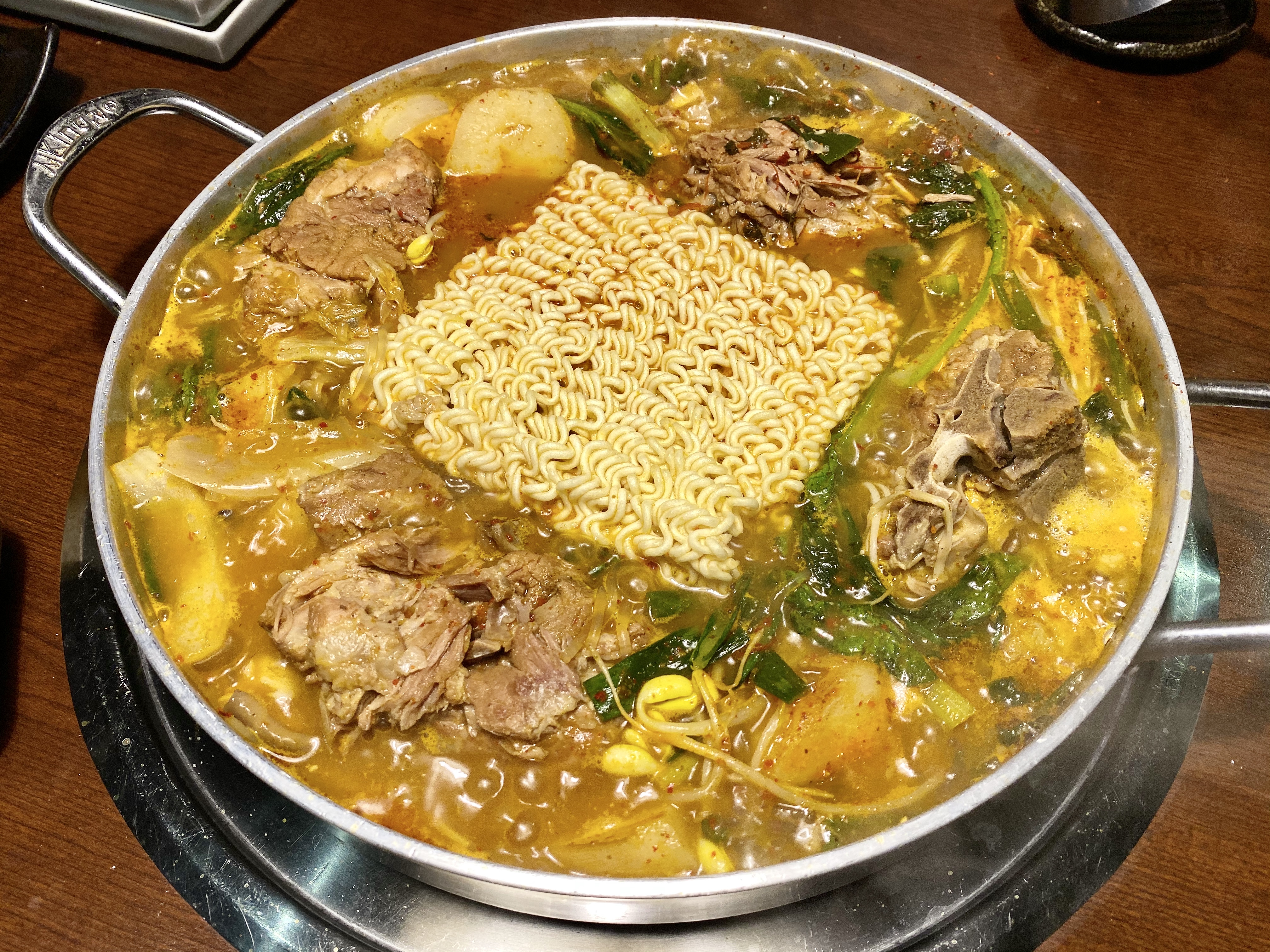
라면사리를 넣은 감자탕

### 요리 재료
돼지등뼈 600g, 감자 2개(400g), 우거지(우거지 삶은 것) 100g, 무청(무청 삶은 것) 100g, 깻잎 10장(20g), 들깻가루 6큰술(30g), 대파 10cm(20g), 생강(마늘크기) 2톨(10g), 마늘(통 마늘, 돼지 등뼈 삶는용) 4쪽(20g), 된장(돼지 등뼈 삶는용) 2큰술(30g), 청주 2큰술(30ml), 대파(돼지고기 삶는용) 30cm(60g), 물 10컵(2L), 양념 재료(마늘(다진 마늘) 2큰술(20g), 된장 2큰술(30g), 고춧가루 2큰술(10g), 간장(재래 간장) 1큰술(15ml), 후추(후춧가루 약간), 등뼈 삶은 육수 6컵(1.2L), 소금)

### 요리 과정
돼지등뼈을 하룻밤 정도 찬물에 담가두어 핏물과 냄새를 완전히 빼내는 것이 좋다. 핏물을 뺀 등뼈는 끓는 물에 살짝 익을 정도만 끓여준뒤 흐르는 물에 씻어내면 누린내가 많이 없어지고, 겉기름도 빠져 국물이 담백해진다. 새로운 냄비에 물을 다시 받아 돼지등뼈와 된장, 소주를 넣고 2시간 정도 팔팔 끓여 국물을 낸다. 우거지는 데친 후 물기를 짠 뒤, 된장, 다진 마늘, 고춧가루, 간장, 들깨가루를 넣어 무쳐 놓는다. 대파와 고추는 어슷하게 썬다. 육수에 고춧가루, 다진 마늘 넣어 끓이다가 양념한 우거지를 넣어 한 번 더 끓여낸다. 간은 간장과 소금으로 맞춘다. 그릇에 뼈다귀 해장국을 담고, 입맛에 따라 들깨가루를 첨가하면 좋다.

## 같이 보기
- 설렁탕
- 곰탕
- 국밥